# Tour du Haut-Var 2004
Il Tour du Haut-Var 2004, trentaseiesima edizione della corsa e valida come evento del circuito UCI categoria 1.2, fu disputata il 21 febbraio 2004, su un percorso di 180 km. Fu vinta dall'olandese Marc Lotz, al traguardo con il tempo di 4h49'13" alla media di 37,342 km/h.
Al traguardo 42 ciclisti portarono a termine il percorso.

## Ordine d'arrivo (Top 10)
| Pos. | Corridore         | Squadra        | Tempo    |
| ---- | ----------------- | -------------- | -------- |
| 1    | Marc Lotz         | Rabobank       | 4h49'13" |
| 2    | Dmitrij Fofonov   | Cofidis        | s.t.     |
| 3    | Stijn Devolder    | US Postal      | s.t.     |
| 4    | Frédéric Bessy    | Cofidis        | s.t.     |
| 5    | Levi Leipheimer   | Rabobank       | a 10"    |
| 6    | Davide Rebellin   | Gerolsteiner   | a 1'10"  |
| 7    | Mirko Celestino   | Saeco          | s.t.     |
| 8    | Bram Tankink      | Quick Step     | s.t.     |
| 9    | Massimo Iannetti  | Domina Vacanze | s.t.     |
| 10   | Pietro Caucchioli | Alessio        | a 1'12"  |